# J. Brian Atwood
John Brian Atwood (* 25. Juli 1942 in Wareham, Massachusetts) ist ein US-amerikanischer Regierungsbeamter und Hochschullehrer, der unter anderem 1993 fünf Wochen lang Under Secretary of State for Management sowie zwischen 1993 und 1999 Administrator der US Agency for International Development war.

## Leben
Atwood begann nach dem Besuch der Wareham High School in seiner Geburtsstadt ein Studium der Verwaltungswissenschaften und Geschichtswissenschaften an der Boston University auf, das er 1964 mit einem Bachelor of Arts (B.A.) abschloss. 1966 trat er in den auswärtigen Dienst ein und fand in den folgenden Jahren Verwendungen an der Botschaft in der Elfenbeinküste sowie der Botschaft in Spanien. Ein weiteres postgraduales Studium an der American University beendete er 1970 und war danach als Adjunct Lecturer an der Harvard University tätig sowie später am Hamilton College. Hauptberuflich war er von 1972 bis 1977 Rechtsberater für Außen- und Verteidigungspolitik von Thomas Eagleton, der als Senator aus Missouri die Demokratische Partei im US-Senat vertrat.
Am 3. August 1979 wurde Atwood als Nachfolger von Douglas J. Bennet, Jr. als Assistant Secretary of State for Legislative Affairs Leiter des Referates für Rechtsangelegenheiten und Beziehungen zum Kongress im US-Außenministerium. Er übte dieses Amt bis zum 14. Januar 1981 aus und unterstand in dieser Funktion unmittelbar den damaligen Außenministern Cyrus Vance beziehungsweise dessen Nachfolger Edmund Muskie. Danach wurde er Dekan für berufliche Studien und akademische Angelegenheiten des Foreign Service Institute, einer Ausbildungseinrichtung des Außenministeriums.
1986 wurde Atwood Präsident des National Democratic Institute for International Affairs (NDI), einer Einrichtung, die Programme zur Förderung von Demokratie in Entwicklungsländern durchführt. Nach dortiger siebenjähriger Tätigkeit wurde er am 1. April 1993 von Präsident Bill Clinton zum Unterstaatssekretär im Außenministerium für Verwaltung (Under Secretary of State for Management) ernannt, verblieb jedoch nur knapp fünf Wochen bis zum 10. Mai 1993 auf diesem Posten. Am 11. Mai 1993 wurde er Nachfolger von Ronald Roskens als Leiter (Administrator) der unabhängigen US-Behörde für internationale Entwicklung (US Agency for International Development) und übte dieses Amt bis zu aus. Sein Nachfolger als Administrator von USAID wurde am 2. August 1999 J. Brady Anderson. Am 6. Januar 1999 wurde er zwar für das Amt des Botschafters in Brasilien nominiert, verzichtete hierauf aber am 24. Mai 1999.
Danach fungierte er zwischen 1999 und 2002 als Präsident und Chief Executive Officer (CEO) von Citizens International . 2001 wurde Atwood Berater in dem vom Generalsekretär der Vereinten Nationen Kofi Annan eingerichteten Beratungsgremium für Friedensoperationen (Panel on Peace Operations) und übernahm im Oktober 2002 die Funktion als Dekan der Humphrey School of Public Affairs der University of Minnesota. Im Januar 2011 wurde er schließlich zum Vorsitzenden des Ausschusses für Entwicklungshilfe DAC (Development Assistance Committee) der Organisation für wirtschaftliche Zusammenarbeit und Entwicklung (OECD) berufen und leitete diesen fast zwei Jahre lang bis Dezember 2012.
Aus seiner 1991 geschlossenen Ehe mit Susan J. Atwood gingen ein Sohn sowie zwei Töchter hervor.

## Veröffentlichungen
- Perceptions of the U.S. role in world affairs, 1980
- Foreign policy challenges in the 1980s, 1980